# Flying-machine
De flying-machine is een fictief vliegend voertuig uit H. G. Wells’ sciencefictionroman The War of the Worlds.
Het is een van de vele machines die de Martianen meenemen voor hun invasie op Aarde.

## Boek
In het boek komt de machine maar kort voor. De hoofdpersoon, een niet bij naam genoemde verteller, ziet de machine tegen het eind van het boek als hij door Londen zwerft terwijl de Martianen aan het sterven zijn en al hun machines stil blijven staan. Hij denkt dat de Martianen nog bezig waren te experimenteren met de machine. Al eerder in het verhaal wordt gesproken over een mogelijk vliegende machine, maar is de hoofdpersoon sceptisch dat de Martianen het “geheim van vliegen” hebben ontdekt.
Er zijn onenigheden over het nut van de flying-machine, daar er in de roman niets over wordt vermeld. In de originele versie van het verhaal, die iets verschilde van de versie die later als roman werd gepubliceerd, gaf Wells wel wat meer achtergrondinformatie. Volgens hem zouden de Martianen de machines gebruiken om steeds korte afstanden te overbruggen en de zwarte rook los te laten.

## In andere bewerkingen
De enige film waarin de flying-machine een rol speelde was de film H.G. Wells' The War of the Worlds van Pendragon Pictures. Hierin is de machine te zien na het gevecht met de HMS Thunder Child.
Er zijn mensen die de Martiaanse machines uit de eerste War of the Worlds film omschrijven als flying-machines, daar deze machines geen overeenkomsten vertonen met de driepoten uit het boek.
De flying-machines komen voor in het computerspel Jeff Wayne's The War of the Worlds. Hierin zijn ze speciale eenheden van de Martianen, die in groepen van drie machines reizen. Ze zijn gewapend met een kleine hittestraal en hebben maar lichte bepantsering, maar zijn wel erg snel en manoeuvreerbaar. Een veel gebruikte strategie in het spel is dan ook massaproductie van deze machines om snel vijandige sectoren te kunnen veroveren.
De flying-machine kwam ook voor in de graphic novel H.G. Wells' The War of the World van Ian Edginton and D'Israeli (2006) van Dark Horse Comics.
In de cross-overstrip Superman: War of the Worlds zijn de flying-machines onderdeel van de driepoten. Het bovenstuk van de cabines van de driepoten kan vliegen in deze strip.